# Ломоносовљева Златна медаља
Ломоносовљева Златна медаља, названа по руском научнику и полихистору Михаилу Ломоносову, додељује се сваке године од 1959. године за изванредна достигнућа у природним и хуманистичким наукама од стране Академије наука Совјетског Савеза, а касније и Руске академије наука. Од 1967. године, додељују се две медаље годишње: једна руском и једна страном научнику. То је највише признања Академије.

## Примаоци Ломоносове злате медаље

### 1959
- Пјотр Капица: кумулативно, за радове у физици ниских температура.

### 1961
- Александер Несмејанов: акумулативно, за радове у хемији.

### 1963
- Шиничиро Томонага (члан Јапанске академије наука, председник Научног савета Јапана): за значајне научне доприносе развоју физике.
- Хидеки Јукава (члан Јапанске академије наука, директор Института за основна истраживања на Кјото универзитету): за изузетне заслуге у развоју теоријске физике.

### 1964
- Ховард Валтер Флореј (професор, председник Краљевског друштва Велике Британије): за изванредан допринос развоју медицине.

### 1965
- Николај Белов: акумулативно за радове у кристалографији.

### 1967
- Игор Там: за изузетна достигнућа у теорији елементарних честица и другом домену теоријске физике.
- Сесил Франк Повел (професор, члан Краљевског друштва Велике Британије): за изванредна достигнућа у физици елементарних честица.

### 1968
- Владимир Енгелгардт: за изврсна достигнућа у биохемији и молекуларној биологији.
- Иштван Русзњак (председник Академије наука мађарских народних република): за изванредна достигнућа у медицини.

### 1969
- Николај Семјонов: за изузетне достигнуће у хемијској физици.
- Ђулио Ната (професор, Италија): за изванредна достигнућа у хемији полимера

### 1970
- Иван Виноградов: за изузетне студије из математике.
- Арнауд Дењои (члан француске академије): за изванредна достигнућа у математици.

### 1971
- Виктор Амбарцумијан: за изванредна достигнућа у астрономији и астрофизици.
- Ханес Алфвен (професор, члан Краљевске академије наука у Стокхолму, Шведска): за изванредна достигнућа у физици плазме и астрофизике.

### 1972
- Николоз Мусхелисхвили: за изванредна достигнућа у математици и механици.
- Мак Стенбек (пуноправни члан Академије наука Немачке Демократске Републике): за изванредна достигнућа у физици плазме и примењене физике.

### 1973
- Александер Павлович Виноградов: за изузетне достигнуће у геохемији.
- Владимир Зубек (пуноправни члан Чехословачке академије наука): за изванредна достигнућа у геологији.

### 1974
- Александер Целиков: за изузетне достигнуће у металургији и металној технологији.
- Ангел Балевски (пуноправни члан Бугарске академије наука): за изванредна достигнућа у металургији и металној технологији.

### 1975
- Мстислав Келдиш: за изврсна достигнућа у математици, механици и истраживању свемира.
- Маурис Рој (пуноправни члан француске Академије): за изванредна достигнућа у механици и његовим применама.

### 1976
- Семјон Волфкович: за изврсна достигнућа у хемији и технологији фосфора и развој научних основа хемикализације пољопривреде у СССР.
- Херман Кларе (пуноправни члан Академије наука Немачке Демократске Републике): за изванредна достигнућа у хемији и технологији вештачких влакана.

### 1977
- Михаил Лаврентјев: за изузетне достигнуће у математици и механици.
- Лајнус Полинг (члан америчке Националне академије наука): за изванредна достигнућа у хемији и биохемији.

### 1978
- Анатолиј Александров: за изврсна достигнућа у нуклеарној науци и технологији.
- Алекандер Робертус Тод (професор, председник Краљевског друштва Велике Британије): за изванредна достигнућа у органској хемији.

### 1979
- Александар Опарин: за изузетна достигнућа у биохемији.
- Бела Наги (пуноправни члан Мађарске академије наука): за изванредна достигнућа у математици.

### 1980
- Борис Патон: за изузетна достигнућа у металургији и металној технологији.
- Јарослав Кожешник (пуноправни члан Чехословачке академије наука): за изванредна достигнућа у примењеној математици и механици.

### 1981
- Владимир Котелников: за изузетна постигнућа у радиофизици, радиотехници и електроници.
- Павле Савић (пуноправни члан Српске академије наука и уметности, Социјалистичка Федеративна Република Југославија): за изванредна достигнућа у хемији и физици.

### 1982
- Јулиј Харитон: за изврсна достигнућа у физици.
- Дороти Кроуфут Хоџкин (професор, члан Лондонског краљевског друштва): за изванредна достигнућа у биохемији и кристалној хемији.

### 1983
- Андреј Курсанов: за изврсна достигнућа у физиологији и биохемији биљака.
- Абдус Салам (професор, Пакистан): за изванредна достигнућа у физици.

### 1984
- Николај Богољубов: за изузетна достигнућа у математици и теоријској физици.
- Рудолф Месбауер (професор, Савезна Република Немачка): за изванредна достигнућа у физици.

### 1985
- Михаил Садовски: за изврсна достигнућа у геологији и геофизици.
- Гиљермо Харо (професор, Мексико): за изванредна достигнућа у астрофизици.

### 1986
- Свјатослав Фјодоров: за изврсна достигнућа у офталмологији и микрохирургији ока.
- Јосеф Риман (академик, председник Чехословачке академије наука): за изванредна достигнућа у биохемији.

### 1987
- Александар Прохоров: за изузетна достигнућа у физици.
- Џон Бардин (професор, САД): за изванредна достигнућа у физици.

### 1988
- Сергеј Соболев (постхумно): за изврсна достигнућа у математици.
- Жан Лерај (професор, Француска): за изванредна достигнућа у математици.

### 1989
- Николај Басов: за изврсна достигнућа у физици.
- Ханс Бете (професор, САД): за изванредна достигнућа у физици.

### 1993
- Дмитри Лихачов: за изврсна достигнућа у хуманистичким наукама.
- Џон Кенет Галбрајт (професор, САД): за изванредна достигнућа у економским и друштвеним наукама.

### 1994
- Николај Кочетков: за изузетна достигнућа у хемији угљених хидрата и органске синтезе.
- Џејмс D. Вотсон (професор, САД): за изванредна достигнућа у молекуларној биологији.

### 1995
- Виталиј Лазаревич Гинзбург: за изванредна достигнућа у теоријској физици и астрофизици.
- Анатоле Абрагам (професор, Француска): за изванредна достигнућа у физици кондензованог стања и методе истраживања у нуклеарној физици.

### 1996
- Николај Красовски: за изузетна достигнућа у математичкој теорији контроле и теорији диференцијалних игара.
- Фридрих Хирцебрух (професор, Савезна Република Немачка): за изванредна достигнућа у алгебарској геометрији и алгебарској топологији.

### 1997
- Борис Сергејевич Соколов: за изванредна достигнућа у студијама о раној биосфери Земље, откриће античког геолошког система и класичних дела у фосилним коралима.
- Френк Прес (професор, САД): за изванредна достигнућа у физици чврсте Земље.

### 1998
- Александар Солжењицин: за изванредан допринос развоју руске књижевности, руског језика и руске историје.
- Јосиказу Накамура (професор, Јапан): за изузетан допринос у проучавању славистике и популаризацији руске књижевности и културе у Јапану.

### 1999
- Валентин Јанин: за достигнућа у археолошким истраживањима средњовековне Русије.
- Михаел Мулер-Виле (професор, Немачка): за достигнућа у проучавању спољних односа ране средњовековне Русије.

### 2000
- Андреј Викторович Гапонов-Грехов: за темељне радове из области електродинамике, физике плазме и физичке електронике.
- Чарлс Таунес (професор, САД): за темељна дела у квантној електроници која доводе до развоја масера и ласера.

### 2001
- Александер Спирин: за достигнућа у проучавању структуре нуклеинских киселина и функција рибозома.
- Александер Рих (професор, САД): за достигнућа у проучавању структуре нуклеинских киселина и функција рибозома.

### 2002
- Олга Ладиженскаја: за изврсна достигнућа у математици.
- Ленарт Карлесон (професор, Шведска): за изванредна достигнућа у математици.

### 2003
- Јевгениј Чазов: за изванредна достигнућа у кардиологији.
- Мајкл Дебејки (професор, САД): за изванредна достигнућа у кардиологији.[1]

### 2004
- Гари Марчук: за његов изузетан допринос стварању нових модела и метода решавања проблема физике нуклеарног реактора, атмосфере и физике океана.
- Едвард Н. Лоренц (професор, САД): за главна постигнућа у развоју теорије опште циркулације атмосфере и теорије хаотичних атрактора дисипативних система.[2]

### 2005
- Јури Осипјан: за изванредна достигнућа у физичкој физици.
- Питр Хирш (професор, Велика Британија): за изванредна достигнућа у физичкој физици.

### 2006
- Николај Павлович Лаверов: за изузетна достигнућа у геологији и геофизици.
- Родни Ц. Евинг (професор, САД): за своје истраживање о циклусу нуклеарног горива и управљања нуклеарним отпадом.

### 2007
- Андреј Анатољевич Зализњак: за изузетне резултате у истраживању лингвистике.
- Сајмон Франклин (професор, Велика Британија): за изванредна достигнућа у истраживању руске историје и културе.

### 2008
- Јевгениј Примаков: за изузетне доприносе у развоју друштвених наука.
- Хелен Карер д'Енкаусе (професор, Француска): за изванредна постигнућа у истраживању политичких и друштвених процеса у совјетским и постсовјетским периодима Русије.

### 2009
- Вадим Тихонович Иванов: за изузетне доприносе у развоју биоорганске хемије.
- Риоји Нојори (професор, Јапан): за изузетне доприносе у развоју органске хемије и каталитичке асиметричне синтезе.

### 2010
- Спартак Белјаев: за изврстан допринос у физици.
- Жерард'т Хофт (професор, Холандија): за изузетне доприносе у физици.

### 2011
- Владимир Александрович Тартаковски: за изузетне доприносе у хемији.
- Роалд Хофман (професор, САД): за изузетне доприносе у хемији.

### 2012
- Глеб Доброволски: за изузетан допринос у области науке о тлу.
- Ричард Варен Арнолд (професор, САД): због свог изванредног доприноса развоју теоријске и примењене науке о тлу и моделирању понашања тла у различитим пејзажима света.

### 2013
- Лудвиг Фаддев: за изузетан допринос квантној теорији поља и теорији елементарних честица.
- Петер Лакс (професор, САД): за изузетан допринос теорији хидродинамичких солитона.

### 2014
- Анатолиј Деревјанко: због свог изванредног доприноса развоју новог фундаменталног научног концепта стварања модерног људског физичког типа и његове културе.
- Сванте Пабо (професор, Шведска): за изванредна достигнућа у области археологије и палеогенетике.[3]

### 2015
- Леонид Келдиш: за изврстан допринос физици тунелских појава, укључујући и тунелске ефекте у полупроводницима.
- Пол Коркум (професор, Канада): за изузетан допринос у ултрабрзој физици, укључујући атосекундни опсег, и интерферометријске процесе електронских таласних функција у атомима и молекулама са непрецизном просторном и временском резолуцијом.

### 2016
- Дмитри Г. Кнор: због свог изванредног доприноса у области хемије нуклеинске киселине, афинитетне модификације биополимера, постајући најважнија подручја фармакологије - терапеутске нуклеинске киселине и развој техника генске терапије.
- Сиднеј Алтман (професор, Канада и САД): за свој изванредан допринос у области биохемије нуклеинских киселина, откривање каталитичке активности нуклеинских киселина и стварање нових биолошки активних супстанци.

### 2017
- Јури Оганесијан: за темељно истраживање у пољу интеракције комплексних језгара и експериментална потврда хипотезе о постојању "стабилних острва" супертешких елемената.
- Бјорн Јонсон (професор, Шведска): за рад од фундаменталне природе, који су од основне важности за проучавање нуклеарних структура и нуклеарна стабилност егзотичних најлакших језгара на границама стабилности нуклеона.